# Рудня-Воробьёвская
Рудня-Воробьёвская (укр. Рудня-Вороб'ївська) — село на Украине, основано в 1705 году, находится в Малинском районе Житомирской области.
Код КОАТУУ — 1823486204. Население по переписи 2001 года составляет 83 человека. Почтовый индекс — 11600. Телефонный код — 4133. Занимает площадь 0,771 км².

## Адрес местного совета
11600, Житомирская область, Малинский р-н, с. Новые Воробьи